# 柯柏年
柯柏年（1904年5月26日—1985年8月9日），原名李春蕃，男，广东潮州人，中国马克思主义著作翻译家、外交家，中共早期党员。

## 生平
柯柏年早年在汕头求学，受教会学校美国老师的影响，对英语产生了浓厚兴趣。1919年，柯柏年参加了五四运动并受到了马克思主义的影响，于同年秋赴上海于沪江大学中学部继续求学，并于1923年升入沪江大学社会学系，次年因参加学生运动及翻译了列宁《帝国主义论》被沪江大学开除学籍，转入上海大学就读。1924年1月，柯柏年经同学杨之华介绍，加入中国共产党。9月，柯柏年由上海赴北平，组建了“反对基督教同盟”。
1925年广州国民政府成立后，柯柏年南下广州继续革命工作，11月回到汕头任澄海县政治特派员，指导本地国民革命运动。次年1月，任国民党东江地区机关报《岭东民国日报》副主编。1927年初，《岭东民国日报》被国民党右派控制，中共遂另创办《岭东日日新闻》，柯柏年仍任副主编。“四一五事件”中，柯柏年遭追缉，由其学生黄若农藏匿方幸免。之后柯柏年与黄若农结婚，前往泰国避难。
1929年，柯柏年辗转回上海，并将名字由李春蕃改为此名。“柯柏年”这个名字取自卡尔·马克思名字的第一个字母K、弗里德里希·恩格斯早年一个笔名Bender的B、以及列宁（Lenin）的N。柯柏年参加了中国社会科学家联盟，并在中共中央特科工作，同时编写和翻译了大量的社会科学书籍。1937年抗日战争爆发后，赴延安，任延安马列学院西方革命史室主任，中央研究院国际问题研究室主任。在整风运动中，柯柏年被指为“教条主义典型”遭批斗，之后便甚少涉足翻译工作。
1944年，柯柏年任中央军委外事组高级联络官，开始从事外事工作。中共建政后，1949年12月，柯柏年被中央人民政府任命为外交部首任美澳司司长。1954年，作为中华人民共和国代表团一员参加日内瓦会议。1955年，接替王幼平担任中华人民共和国驻罗马尼亚大使。1959年，由许建国接任。1963年，任中华人民共和国驻丹麦大使。
1967年回国，历任中国人民外交学会副会长、国际关系研究所副所长、中华人民共和国外交史编辑委员会主任委员、国务院学位委员会法学组评议委员等职。
1985年8月9日，在北京因胃出血逝世。

## 作品
柯柏年一生翻译了大量马克思主义著作。于上海求学期间，他就翻译了列宁《帝国主义论》、恩格斯《社会主义从空想到科学的发展》等著作。大革命期间，翻译了马克思的名著《哥达纲领批判》、列宁《国家与革命》等著作。在社联期间，翻译了约翰·内维尔·凯恩斯《经济学方法论》、狄慈根《辩证法唯物论》等著作。在延安马列学院期间，又先后翻译了恩格斯《革命和反革命》（与王实味合译）、马克思及恩格斯《马克思通信选集》（与艾思奇和景林合译）、马克思《拿破仑第三政变记》和马克思《法兰西阶级斗争》等著作。中共建政后，他还参与了《印度对华战争》、《列宁选集》等作品的编译工作，并参与了《毛泽东选集》第五卷的翻译工作。

## 家庭
- 堂兄李春涛（1897―1927），国民党左派，国民革命期间任《岭东民国日报》主编，1927年“四一五事件”中被害。
- 胞弟李春霖（1910―1937），中国工农红军西路军政治部秘书长，1937年河西走廊作战中战死。

### 引用
1. ↑  李亚平. . 人民网-中国共产党新闻网. 2010-06-21  [2019-01-11]. （原始内容存档于2019年1月11日）.
2. ↑  中华人民共和国外交部. . 中华人民共和国外交部.   [2012-03-03].